# Gisgo (Sohn des Hamilkar)
Gisgo (punisch Grskn „Schützling des Skn“; altgriechisch Γέσκων Géskōn) war der Sohn von Hamilkar dem Samniten und ein Beamter Karthagos um die Mitte des 2. Jahrhunderts v. Chr.
Als sein Vater zusammen mit dem Politiker Karthalo Anführer der demokratischen Partei Karthagos war, vertrieben beide gemeinsam im Jahr 151 v. Chr. die Anhänger des numidischen Königs Massinissa, die neben der demokratischen „Volkspartei“ und den Parteigängern Roms eine dritte „Partei“ stellten, aus der Stadt. Massinissa entsandte daraufhin seine Söhne Gulussa und Micipsa nach Karthago, wohl um die Rückkehr seiner exilierten Anhänger zu verhandeln. Nachdem der Boëtharchos Karthalo ihnen den Zutritt zur Stadt  verwehrt hatte, setzte Hamilkar dem abziehenden Gulussa mit Bewaffneten nach, brachte den Sohn des Massinissa in Bedrängnis und tötete einige von dessen Männern.
Massinissa wertete all dies als Vorbereitung eines Krieges, was den Karthagern laut dem Friedensschluss nach dem Zweiten Punischen Krieg ohne Zustimmung Roms strengstens verboten war. Rom wurde eingeschaltet. Es war die Zeit, in der Marcus Porcius Cato in den Senatssitzungen beständig sein ceterum censeo Carthaginem esse delendam („im Übrigen bin ich der Meinung, dass Karthago zerstört werden muss“) vernehmen ließ.
Während der Anwesenheit einer römischen Vermittlungsdelegation hatte nun Gisgo, wohl in seiner Funktion als Beamter, die antirömische Stimmung, die sich in den militärischen Spitzen gegen Massinissa zeigte, noch angeheizt, obwohl die karthagische Führung längst bereit war, auf die Wünsche Roms einzugehen. Die römischen Gesandten mussten, um dem gewaltsamen Auftreten der aufgewiegelten Karthager zu entkommen, fliehen. Die herrschende Partei Karthagos versuchte vergebens, der bedrohlichen Situation durch die Opferung der verantwortlichen Militärführer und die Hinrichtung des Boëtharchos Karthalo, vermutlich auch des Hamilkar, zu entgehen. Doch Rom gab sich mit dieser Lösung nicht zufrieden. Wenig später brach der Dritte Punische Krieg aus (149–146 v. Chr.), der mit der endgültigen Zerstörung Karthagos endete. Klaus Geus schreibt dem Vater des Gisgo einen maßgeblichen „Schuldanteil am Ausbruch des 3. Punischen Krieges“ zu.